# Émile Benveniste
Émile Benveniste (ur. 27 maja 1902 w Aleppo w Syrii, zm. 3 października 1976 w Paryżu) – francuski lingwista, autor prac z zakresu gramatyki porównawczej języków indoeuropejskich i lingwistyki ogólnej.
Podejmował próby rekonstrukcji języka praindoeuropejskiego.
W 1959 r. został członkiem zagranicznym PAN.